# Torch Song (2024)
Torch Song is een Nederlandse dramafilm uit 2024, geregisseerd door Jeroen Houben. De film ging in première op het Nederlands Film Festival, en won daar de Prijs van de Nederlandse Filmkritiek.

## Verhaal
Na de dood van haar moeder reist de Amerikaanse zangeres Liz af naar Nederland om haar halfbroer Gabe en diens vriendin Joey op te zoeken. Gabe, een onsuccesvol schrijver, vreest in de schaduw te belanden van zijn succesvolle zus, die door haar excentrieke karakter altijd het centrum van de aandacht is. Wanneer Liz een muze vindt in Joey, raken de familiebanden verder verstoord.

## Rolverdeling
- Carla Juri als Liz Alexander
- Markoesa Hamer als Joey
- Al Weaver als Gabe Alexander
- Boris Van Severen als Milan
- Ariane Schluter als kunstdocent

## Muziek
De soundtrack van de film werd gecomponeerd door regisseur Jeroen Houben, en werd voorafgaand aan de première uitgebracht door Snowstar Records. Naast de filmmuziek schreef Houben verschillende liedjes voor de film, die werden vertolkt door actrice Carla Juri. De nummers "Strangers" en "You" verschenen als singles voorafgaand aan de albumrelease.

## Release
Torch Song ging op 21 september 2024 in première op de 44e editie van het Nederlands Film Festival.
De film "raakt in spel, beeld, geluid en songs, aan de essentie van wat cinema kan zijn", aldus het juryrapport van de KNF, die de film de Prijs van de Nederlandse Filmkritiek toekende.
De internationale première vond plaats op het Woodstock Film Festival in de staat New York. De film verscheen in januari 2025 in de Nederlandse bioscopen.
De Volkskrant noemde de film "een ragfijne compositie over aandacht trekken en gezien worden" en schreef: "Het mooie van Torch Song is dat filmmaker Jeroen Houben alle belangrijke zaken die hij wil zeggen haast achteloos aanstipt, als bijvangst in een luchtig, wonderlijk intiem en huiselijk drama." De Filmkrant vulde aan: "De acteurs brengen het op een manier die heel dichtbij komt. Tekenend is bijvoorbeeld dat clichés rond de popzanger vermeden worden en we haar zien als iemand met evenveel twijfels als de anderen. [...] Carla Juri maakt zonder veel woorden de onzekerheid zichtbaar." Volgens de recensent van Trouw "stelen de melancholieke liedjes de show", maar "met haar impulsieve, kinderlijke manier van doen profileert [Juri] zich wat al te opzichtig als de artiest."